# Скворцов, Ермолай Анисимович
Скворцов, Ермолай Анисимович (Онисимович) (около 1670 −20 сентября 1720) — волонтёр третьего десятка Великого посольства; судостроитель, строил первые фрегаты «Сошествие Св. Духа» и «Курьер» на Соломбальской верфи; сподвижник Петра I, шафер на его бракосочетании; бомбардир Преображенского полка, участник Северной войны, командовал галиотом «Почт-галиот» и шнявой «Мункер», капитан-поручик.

## Биография
Ермолай Скворцов начал службу в потешных войсках Петра I и затем продолжил служить солдатом в Преображенском полку. В 1697 году в числе волонтёров третьего десятка Великого посольства был отправлен в Голландию. В Амстердаме по собственному желанию, вместе с волонтёрами Гаврилой Коншиным, Иваном Володимеровым, Алексеем Петелиным, Ипатом Мухановым и Иваном Сенявиным — поступил матросом в голландский флот. В сентябре 1697 года отъехал «на море учиться».
С 1701 года, после возвращения в Россию, числился бомбардиром второй статьи Преображенского полка. С января 1702 года находился в Архангельске на Соломбальской верфи, где с корабельным мастером Г. А. Меншиковым вёл строительство парусных 12-пушечных фрегатов «Сошествие Св. Духа» и «Курьер», которые были спущены на воду 24 мая того же года в присутствии Петра I. В августе 1702 года Скворцов собирал к Повенецкому рядку суда, которые после перехода из Архангельска по Белому морю к пристани Нюхча были перетащены волоком на полозьях по «Осударевой дороге» в Повенец. 27 августа суда были спущены в Онежское озеро и по реке Свирь на них переправлялись войска в Ладожское озеро. 11 октября во время взятия шведской крепости Нотебург блокировали её со стороны Невы.
В 1703 году был послан на Олонецкую верфь, 15 августа того же года назначен командиром почтового галиота «Почт-галиот» (строитель Яков Кол). В сентябре 1703 года перевёл галиот в составе эскадры судов из Лодейного Поля в Санкт-Петербург.
В 1703—1704 годах на Олонецкой верфи вместе с Иваном Сенявиным занимался оснащением 14-пушечной шнявы «Мункер», строившейся под руководством Петра I и корабельного мастера И. Немцова. В мае 1705 года привёл с Ладоги в столицу государеву «кипарисную яхту». Яхта первоначально была перевезена из Воронежа в Москву, а после через Ладожское озеро в Санкт-Петербург.

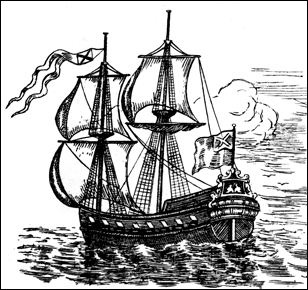
Шнява «Мункер». Художник-гравёр Питер Пикарт. 1711 год

Осенью 1706 года участвовал в Выборгском походе. В ночь на 12 октября, во время осады Выборга, был командиром одной из пяти лодок, которые вошли в Выборгскую бухту для захвата шведских купеческих судов. В тумане лодки наткнулись на шведский 4-пушечный адмиралтейский военный бот «Эсперн» (экипаж - более 100 человек). В результате боя русские моряки взяли шведский бот на абордаж и овладели им. На шум сражения подошёл ещё один неприятельский военный бот, который открыл пушечный огонь по захваченному «Эсперну». Русские отстреливаясь из ружей и пушек, обрубили канаты и увели шведский бот к русскому лагерю с полным вооружением и 27 пленными. 
В 1708 году произведён в боцманы, в 1711 году — в подпоручики. 19 февраля 1712 года состоял шафером при бракосочетании Его Царского Величества. 
С 1712 года командовал шнявой «Мункер». В мае, под флагом Перта I, шнява сопровождала транспортные суда от Кронштадта до Выборга. В июле 1713 года Скворцов на бригантине был послан от Берёзовых островов в Санкт-Петербург для отправления 20-ти карбасов в Выборг за хлебом. После чего, в 1713 году вновь командовал шнявой «Мункер», на которой крейсировал в составе эскадры К. И. Крюйса в Финском заливе и принимала участие в погоне за шведской эскадрой. 30 ноября 1713 года произведён в поручики. 
В 1715 году был в плавании с флотом до Ревеля. 
1 марта 1720 года произведён в капитан-поручики, а 20 сентября скончался в Санкт-Петербурге. При погребении присутствовал царь Пётр.

## Семья
- Сын Василий (1710—1769) — действительный камергер, генерал-поручик с 1755, генерал-аншеф с 1761, в отставке с 9 марта 1762 года[14].